# Wroxeter
Wroxeter è un villaggio dello Shropshire (Inghilterra), sulla riva orientale del fiume Severn, nella parrocchia civile di Wroxeter and Uppington. Si trova nel sito dell'antica città romana di Viroconium, conosciuta in gallese come Caer Guircon. Viroconium era la quarta civitas più grande della Britannia romana, mentre Caer Guircon fu la capitale del regno altomedioevale del Powys. L'invasione merciana costrinse i gallesi a spostarsi al castello di Mathrafal prima del 717.
Alcune rovine dell'antica Viroconium si trovano appena fuori dal villaggio, dove c'è anche un piccolo museo. La località è anche sede di un'importante azienda vinicola.
Wroxeter è l'unico insediamento romano di grandi dimensioni in Inghilterra a non essersi trasformato in città. Una scuola di pensiero sostiene che un importante evento come un'inondazione (fenomeno ancora frequente nella zona) costrinse la popolazione a spostarsi e a muovere a Shrewsbury. Un'altra ipotesi è che mantenere le difese romane dopo il ritiro delle legioni era troppo dispendioso per gli abitanti, che quindi scelsero Shrewsbury, che era più facilmente difendibile. Wroxeter si trova a circa 5 miglia a sud-est della città di Shrewsbury ed è vicino al villaggio di Atcham. 
La Wroxeter britannica non va confusa con l'omonimo piccolo villaggio nell'Ontario, Canada.